# Živučij
Živučij byl ruský torpédoborec třídy Bojkij. V řadách Černomořského loďstva se účastnil první světové války. Během bojové akce se potopil na mině.

## Stavba
Torpédoborec postavila v letech 1902–1906 loděnice v Nikolajevu.

## Konstrukce
Po dokončení výzbroj představoval jeden 75mm kanón, pět 47mm kanónů a tři 381mm torpédomety s celkovou zásobou šesti torpéd. Před první světovou válkou byla výzbroj upravena na dva 75mm kanóny a dva 381mm torpédomety. Pohonný systém tvořily čtyři kotle Yarrow a dva parní stroje o výkonu 5700 hp, pohánějící dva lodní šrouby. Nejvyšší rychlost dosahovala 26 uzlů.

## Služba
Do služby u Černomořského loďstva byl zařazen v roce 1906. Za první světové války se účastnil bojových akcí proti Turecku. Hned první den nepřátelských akcí 29. října 1914 vyrazil spolu s torpédoborci Lejtěnant Puščin a Žarkij na pomoc napadené minolovce Prut. Avšak jejich nepřítelem se ukázal být německý bitevní křižník SMS Goeben, a proto se lodě stáhly a nechaly Prut napospas Němcům. Dne 30. března 1915 provedl spolu s torpédoborci Zvonkij a Žutkij výpad proti tureckému městu Eregli. Se svým osudem se Živučij setkal 25. dubna 1916, když nedaleko Sevastopolu narazil na minu a potopil se.